# Selenat de calci
El selenat de calci és un compost químic del grup de les sals, constituït per anions selenat {\displaystyle {\ce {SeO4^{2-}}}} i cations calci {\displaystyle {\ce {Ca^{2+}}}}, la qual fórmula química és {\displaystyle {\ce {CaSeO4}}}.
El selenat de calci es presenta diahidratat {\displaystyle {\ce {CaSeO4*2H2O}}}. És un sòlid blanc o incolor, amb cristalls que cristal·litzen en el sistema monoclínic. La seva densitat és de 2,75 g/cm³; és poc soluble en aigua, a 20 °C se'n dissolen 9,22 g en 100 g d'aigua. Pot preparar-se per reacció del clorur de calci {\displaystyle {\ce {CaCl2}}} amb el selenat de sodi {\displaystyle {\ce {Na2SeO4}}} segons la reacció:
{\displaystyle {\ce {CaCl2(aq) + Na2SeO4(aq) -> CaSeO4(s) + 2NaCl(aq)}}}
És un compost que s'empra en l'obtenció del seleniur de calci {\displaystyle {\ce {CaSe}}} per reducció amb hidrogen {\displaystyle {\ce {H2}}}.